# Otto Nicolai
Carl Otto Ehrenfried Nicolai (Koningsbergen, thans Kaliningrad, 9 juni 1810 – Berlijn, 11 mei 1849) was een Duits componist, dirigent, organist, pianist en zanger.

## Levensloop

### Opleiding
De eerste muzieklessen kreeg Nicolai van zijn strenge vader, de muziekdirecteur Carl Ernst Daniel Nicolai. Zijn vader was zo streng, dat hij op 16-jarige leeftijd voor hem uit zijn geboortestad vluchtte. In 1827 ging hij naar Berlijn en werd leerling van Carl Friedrich Zelter. Die erkende zijn talent en kon een studiebeurs voor hem krijgen, waarmee Nicolai aan het Koninklijke instituut voor kerkmuziek bij Bernhard Klein van 1827 tot 1830 kon studeren. Daarnaast kreeg Nicolai zanglessen bij G. Emil Fischer aan het gymnasium "Zum grauen Kloster".

### Berlijnse zangacademie
In 1830 werd Nicolai lid van de Berlijnse zangacademie. Hij had een aandeel in de herontdekking en -beleving van de muziek van Johann Sebastian Bach: in een uitvoering op 27 juni 1831 zong hij in de Matthäus Passie de Christus-partij. In hetzelfde jaar werd hij ook lid van de Jüngere Liedertafel en van de Liederverein 1829. Later in het jaar werd hij als buitengewoon lid van de Ältere Liedertafel opgenomen.

### Eerste successen
In het begin van de jaren 1830 werd Nicolai voor het eerst met eigen werk bekend. De uitvoeringen van zijn Sinfonie in c-klein (1831), de voor de inwijding van de kathedraal in Posen, nu: Poznań, geschreven Mis in D-groot (1832) en het Te Deum (1833) scoorde hij zijn eerste successen. In 1833 trad hij voor de eerste maal in Berlijn in een concert als componist, zanger en pianist op.

### Rome
In 1833 ging hij als organist van de Pruisische ambassadeur Karl von Bunsen naar Rome en werd organist aan een kapel van de Pruisische ambassade. Hij benutte deze gelegenheid voor verdere studies bij Giuseppe Baini, een groot specialist in de Palestrina-stijl. Bovendien was hij zeer geïnteresseerd in Italiaanse opera's en hun belcanto. Twee jaar later nam hij ontslag, om zijn plannen voor de opera te realiseren.

### Weense kapelmeester
In 1837 werd Nicolai als kapelmeester aan het koninklijke hofoperatheater aan het Kärtnertor in Wenen aangesteld. Al de eerste door hem geleide uitvoering van Guillaume Tell (in het Duits: Wilhelm Tell) van Gioacchino Rossini was een succes. Toch werd zijn contract na een jaar niet verlengd en hij verliet Wenen richting Italië.

### Italiaanse opera's
In Turijn kreeg Nicolai een aanstelling als kapelmeester aan het koninklijke operahuis. Ook al oogstte hij met zijn eerste opera Enrico II in 1839 in Triëst geen succes, het publiek en de vakwereld waren enthousiast over de uitvoering van Il Templario in 1840 in Turijn.

### Dirigent en componist
In 1841 werd Nicolai door het Kärntnertortheater teruggeroepen, om zijn opera Il Templario te ensceneren. De uitvoeringen waren zo'n succes, dat hij een contract voor drie jaar als eerste kapelmeester met de verplichting tot het componeren van een Duitstalige opera. Op advies van zijn vriend Siegfried Kapper nam hij «The merry wives of Windsor» van William Shakespeare als basis en gaf Salomon Hermann Mosenthal de opdracht een Duitstalig libretto te schrijven. Daaruit kwam dan Die lustigen Weiber von Windsor voort.

### Weense Philharmoniker
In 1843 riep Nicolai de Philharmonische Konzerte in het leven, die zich tot een vaste inrichting in het Weense muziekleven ontwikkelden en stichtte daarmee zo goed als de Wiener Philharmoniker. Een jaar later werd hij met het Ridderkruis van de Rode Adelaarsorde onderscheiden.

### Op reis
De universiteit van zijn geboortestad Koningsbergen nodigde Nicolai uit voor de jubileumfeestelijkheden bij haar derde eeuwfeest. Daarvoor werd in 1844 zijn Kirchliche Festouvertüre über den Choral "Eine feste Burg ist unser Gott", op. 31 uitgevoerd. Op weg naar Koningsbergen kreeg hij een persoonlijke audiëntie bij de koning Frederik Willem IV van Pruisen in Berlijn. De koning deed hem enkele maanden later het aanbod opvolger van Felix Mendelssohn Bartholdy als kapelmeester aan de Berlijnse Dom te worden. Dit wees Nicolai eerst af.

### De laatste jaren
Na problemen met de huurder van het theater in Wenen Balochino, die de opera Die lustigen Weiber von Windsor niet in het programma opnemen wou, vertrok Nicolai naar Berlijn en werd in 1847 kapelmeester aan het koninklijk theater. Daar kon hij twee jaren later de opera uitvoeren, die zijn enige Duitstalige opera zou blijven. Daarnaast werd hij ook artistiek directeur van het domkoor.
Toen Nicolai op 38-jarige leeftijd in Berlijn overleed, had hij de première van zijn opera Die lustigen Weiber von Windsor slechts twee maanden tevoren nog zelf beleefd. Deze opera is met afstand het bekendste stuk en een van de mooiste opéra comiques van de vroege romantiek. Maar dat hij op de dag van zijn overlijden in de Akademie der Künste verkozen werd, was niet alleen het gevolg van het succes van de opera, maar vooral het gevolg van zijn carrière als dirigent.

## Composities

### Werken voor orkest
- 1831 Symfonie in c-klein
- 1835 Symfonie in D-groot
- 1835 Treurmars op de dood van Vincenzo Bellini
- 1838 Kerstouverture over "Vom Himmel hoch", ouverture voor gemengd koor, orgel en orkest
- 1844 Eine feste Burg ist unser Gott, kerkelijke feestouverture voor gemengd koor en orkest, op. 31
- Die lustigen Weiber von Windsor, ouverture
- Fantasie und Variationen über Vincenzo Bellinis "Norma", voor piano en orkest, op. 25

### Werken voor harmonieorkest
- Die lustigen Weiber von Windsor, ouverture

### Missen en gewijde muziek
- 1832 Mis in D-groot, voor solisten, gemengd koor en orkest
- 1833 Te Deum
- 1834 De 54e Psalm
- 1834 Hymnus "Benedicta et venerabilis es virgo Maria“
- 1836 Pater noster, voor acht solisten (SSAATTBB) en twee gemengde koren (SATB/SATB), op. 33
- 1846 De 13e Psalm
- 1848 De 100e Psalm
- 1848 De 84e Psalm
- 1849 De 31e Psalm "Herr, auf dich traue ich", voor 8-stemmig gemengd koor
- De 3e Psalm, voor alt solo
- De 97e Psalm "Der Herr ist König", voor gemengd koor

### Muziektheater

#### Opera's
| Voltooid in                        | titel                                                                                  | aktes       | première                                                                           | libretto |
| ---------------------------------- | -------------------------------------------------------------------------------------- | ----------- | ---------------------------------------------------------------------------------- | --- |
| 1837                               | La figlia abbandonata                                                                  | onvoltooid  |                                                                                    | |
| 1837-1838                          | Enrico II.; (oorspronkelijk en bij de première uitgevoerd als: Rosmonda d'Inghilterra) | 2 bedrijven | 26 november 1839, Triëst                                                           | Felice Romani                                                                                               |
| 1839-1840; rev.1845; bewerkt: 1940 | Il templario; revisie als: Der Tempelritter; bewerkt als: Die Sarazenerin              | 3 aktes     | 11 februari 1840, Turijn, Teatro Regio di Torino; revisie: 20 december 1845, Wenen | Girolamo Maria Marini, naar Walter Scott; revisie: Siegfried Kapper; bewerking door: Willi Hanke en Max Loy |
| 1840                               | Gildippe ed Odoardo                                                                    | 3 aktes     | 26 december 1840, Genua                                                            | Temistocle Solera                                                                                           |
| 1841; rev.1843                     | Il proscritto; rev. als: Die Heimkehr des Verbannten bewerkt als: Marianna             | 3 aktes     | 13 maart 1841, Milaan, Teatro alla Scala; rev. 3 februari 1844, Wenen              | Gaetano Rossi; rev.: Siegfried Kapper; bewerking: Willi Hanke en Max Loy                                    |
| 1845-1846                          | Die lustigen Weiber von Windsor                                                        | 3 aktes     | 9 maart 1849, Berlijn, Hofopera                                                    | Salomon Hermann Mosenthal, naar William Shakespeare, «The merry wives of Windsor»                           |

### Vocale muziek
- Wenn sanft des Abends, op. 2a
- Der Schäfer im Mai / Männersinn, op. 3
- Abschied, op. 13
- Auf ewig dein, op. 14
- Wie der Tag mir schleicht / Die Schwalbe, op. 15
- Lebewohl / An die Entfernte / Randino / Das treue Mädchen, op. 16
- Schlafendes Herzenssöhnchen, op. 19
- Rastlose Liebe, op. 23
- Variazioni concertanti - su motivi favoriti dell’opera «La sonnambula» di Bellini, voor sopraan, hoorn en piano, op. 26
- Die Träne, voor zang, hoorn en piano, op. 30
- Die Beruhigung / Der getreue Bub / Stürm, stürm, du Winterwind, op. 34
- Der Kuckuck / Flohjammer / Du bist zu klein, mein Hänselein, op. 35
- Herbstlied, op. 37
- Nun eilt herbei, Witz, heitre Laune, voor coloratursopraan en piano

### Werken voor koren
- Zes liederen, voor gemengd koor a capella, op. 6
- Verschiedene Empfindungen an einem Platz, voor gemengd koor en piano, op. 9
- Drei Königslieder der älteren Berliner Liedertafel, voor mannenkoor, op. 10
- Vier Gesänge, voor mannenkoor, op. 17

### Kamermuziek
- 3 sonates, voor twee hoorns nr. 1, 2, 3
- 3 sonates, voor twee hoorns nr. 4, 5, 6
- 3 duetten voor twee hoorns
- Duetten Nr. 4 tot 6, voor twee hoorns
- Sonates: D groot en a klein, voor 3 celli en basso continuo
- Strijkkwartet in Bes-groot

### Werken voor piano
- Sonate in d-klein, voor piano solo, op. 27

## Publicaties
- Otto Nicolai, B. Schrö̈der: Otto Nicolais Tagebücher - nebst biographischen Ergänzungen, Leipzig : Breitkopf und Härtel, 1892
- Otto Nicolai, Wilhelm Altmann: Otto Nicolai, Briefe an seinen Vater, soweit erhalten, zum ersten Male, Regensburg, Gustav Bosse, 1924